# ラートボト (ハプスブルク伯)
ラートボト・フォン・クレットガウ（ドイツ語: Radbot von Klettgau　985年ごろ - 1045年）は、シュヴァーベン・オーバーライン地方のクレットガウのグラーフ（Graf、伯）、ハプスブルク伯。ハプスブルク家の祖の一人であり、彼が建設したハビヒツブルク城が家名の由来となった。

## 生涯
ラートボトは、おそらくクレットガウの伯ランツェリンの次男で、グントラム金満公の孫であった。兄にシュトラースブルク司教ヴェルナー1世がいる。1010年、ラートボトは、メッツ伯アダルベール2世とユーディト
（シュヴァーベン大公コンラート1世の娘）の娘イタ・フォン・ロートリンゲンと結婚した。1020年から1030年ごろにかけてハビヒツブルク城を建て、この頃にハプスブルク伯ヴェルナー1世が生まれている。
1027年、ベネディクト会のムーリ修道院を成立させた。1045年、ラートボトは死去し、ヴェルナー1世がハプスブルク家を継いだ。